# Arnold-Chiarijeva malformacija
Arnold–Chiarijeva malformacija, ili često jednostavno Chiarijeva malformacija, malformacija je mozga. Sastoji se od pomaka cerebelarnih tonzila prema dolje kroz foramen magnum (otvor na bazi lubanje), ponekad uzrokujući nekomunicirajući hidrocefalus kao rezultat opstrukcije otjecanja cerebrospinalne tekućine (CSF). Otjecanje cerebrospinalne tekućine uzrokovano je razlikom u fazi otjecanja i utjecanja krvi u vaskulaturu mozga. Mogući su simptomi glavobolja, umor, slabost mišića glave i lica, otežano gutanje, vrtoglavica, mučnina, oslabljena koordinacija pokreta, a u težim slučajevima i paraliza.

## Klasifikacija
Austrijski patolog Hans Chiari opisao je slične anomalije stražnjeg mozga krajem 19. stoljeća, takozvane Chiarijeve malformacije I., II. i III. Naknadno su znanstvenici dodali i četvrtu (Chiari IV.). Dijele se s obzirom na stupanj težine bolesti (I. – IV.), pri čemu je malformacija IV. najteži oblik. Tipovi II. i III. vrlo su rijetki.
| Tip                                              | Prezentacija | Druga obilježja |
| ------------------------------------------------ | --- | --------------- |
| I                                                | prirođena malformacija, uglavnom asimptomatična tijekom djetinjstva, ali se često manifestira glavoboljom i cerebelarnim simptomima. Hernijacija cerebelarnih tonsila. | Najčešći oblik. |
| Sindrome okcipitoatlantoaksialne hipermobilnosti | Stečena Chiari I malformacija u pacijenata s nasljednim bolestima vezivnog tkiva. Pacijenti koji pate od hipermobiliteta zglobova i slabosti vezivnog tkiva kao rezultata Ehlers-Danlosovog sindroma ili Marfanovog Syndroma su podložni nestabilnostima kraniocervikalnog spoja te posljedično stjecanju Chiarijeve malformacije. Ovaj tip je teško dijagnosticirati i liječiti. |                 |
| II                                               | Obično praćen lumbalnom mijelomeningokelom vodeći do parcijalne ili kompletne paralize ispod spinalnog defekta. Za razliku od blaže hernijacije tonzila kod prvog tipa malformacije (Chiari I), ovdje se radi o većem pomaku moždanih struktura (donji dio vermisa). Nisko ležeći konfluentni sinus, i hidrocefalus s posljedičnom hipoplazijom klivusa su klasične anatomske asocijacije. Položaj konfluirajućeg sinusa je važan zbog distinkcije od Dandy-Walkerovog sindroma u kojem je klasično okrenut prema gore. Ovo je važno jer hipoplastični cerebelum u Dandy-Walkerovom sindromu može biti teško razlikovati od onoga u Chiarijevoj malformaciji gdje je došlo do njegove hernijacije ili je ektopičan pri snimanju. Kolpocefalija može biti viđena zbog pridruženog defekta neuralne cijevi. |                 |
| III                                              | Uzrokuje ozbiljne neurološke defekte. Često je pridružen s okcipitalnom encefalokelom. |                 |
| IV                                               | Karakteriziran je manjkom cerebelarnog razvitka. |                 |

Druga stanja ponekad povezana s Arnold-Chiarijevom malformacijom su hidrocefalus, siringomijelia, zakrivljenost kralježnice, i poremećaji vezivnog tkiva kao što su Ehlers-Danlosov sindrom i Marfanov sindrom.
Chiarijeva malformacija je najčešći naziv za ovaj tip poremećaja. Termin Arnold-chiarijeva malformacija je tijekom godina izašao iz upotrebe, iako se koristi za označavanje tipa II malformacija. Današnji izvori koriste termin Chiarijeva malformacija za opisivanje četriju specifičnih tipova bolesti, dok Arnold-Chiarijeva malformacija podrazumijeva samo tip II. Neki izvori još koriste izraz "Arnold-Chiari" za sva četiri tipa. Ovaj članak koristi zadnje dogovoreno, suvremeno nazivlje. Chiarijeva malformacija ili Arnold–Chiarijeva malformacija se ne bi smjela miješati s Budd-Chiarijev sindromom, hepatičnim stanjem također nazvanim po Hansu Chiariju.
Spontana intrakranijalna hipotenzija i pseudo - Chiarijeva malformacija. premještaj cerebelarnih tonzila u spinalni kanal se može zamijeniti s Chiarijevom malformacijom tipa I, i neki pacijenti sa spontanom intrakranijalnom hipotenzijom su bili podvrgnuti dekompresivnom operacijom posteriorne fossae.

## Patofiziologija
Najšire prihvaćeni patofiziološki mehanizam kojim dolazi do Chiarijeve malformacije tipa I je redukcija ili nedostatak razvoja fosse posterior kao rezultat kongenitalnog ili stečenog poremećaja. Kongenitalni uzroci uključuju hidrocefalus, kraniosinostozu (osobito lambdoidne suture), hiperostozu (npr. kraniometafizealnu displaziju, osteopetrozu, eritroidnu hiperplaziju), X-vezani vitamin D - rezistantni rahitis, i neurofibromatozu tipa I. Stečeni poremećaji uključuju lezije koje okupiraju prostor zbog jednog od više potencijalnih razloga varirajući od tumora mozga do hematoma.

## Simptomi
- Glavobolja pogoršana s Valsalvinim manevrom, poput zijevanja, smijanja, plakanja, kašljanja, kihanja ili naprezanja[19]
- Tinitus (zvonjenje u ušima)
- Vrtoglavica
- Mučnina
- Nistagmus (nepravilne kretnje očiju)
- Bol u licu
- Slabost mišića
- Nepravilan refleks gutanja
- Sindrom nemirnih nogu
- Sleep Apnea
- Dysphagia (otežano gutanje)[20]
- Oslabljena koordinacija
- Povećani intrakranijalni tlak
- dilatacija pupila
- Dysautonomia: tahikardija (ubrzano srce), syncope (padanje u nesvijest), polidipsia (elstremna žeđ), kronični umor[21]

Opstrukcija protoka Cerebro-Spinalne tekućine (CSF) može također uzrokovati syrinx (rijetka neuroglialna šupljina ispunjena cerebrospinalnom tekućinom), koja konačno vodi do siringomijelie. Simptomi kralježnične moždine kao što su slabost ruku, diseminirani gubitak osijeta, te u teškim slučajevima može doći do paralize.

## Dijagnoza
Do dijagnoze se dolazi kombinacijom povijesti bolesti pacijenta, neurološkog pregleda i Magnetskom rezonancijom (MRI). Radiološki kriteriji za dijagnosticiranje kongenitalne Chiarijeve malformacije tipa I je hernijacija cerebelarnih tonzila prema dolje više od 5 mm ispod foramen magnum. Druge tehnike snimanja uključuju korištenje 3-D CT snimanje mozga i video snimanje (film o mozgu) da bi se otkrilo je li pulsirajuće arterije koje okružuju produženu moždinu vrše kompresiju na istu.
U sindromu okcipitoatlantoaksijalne hipermobilnosti,  hernijacija cerebelarnih tonzila se tipično samo vidi na uspravnom MRI, zbog činjenice da je Chiarijeva malformacija gravitacijski stečena od strane slabosti vezivnog tkiva. 3-D CT imaging may aid in the diagnosis of related disorders such as retroflexed odontoid.  Invazivna kranijalna trakcija(podizanje glave od kralježnice) se često koristi kao potvrda dijagnose.
Dijagnoza Chiarijeve malformacije tipa II se može postaviti putem Ultrazvuka.

## Terapija
Jednom kad se dogodi napad simptoma, uobičajena terapije je dekompresijska operacija, u kojem neurokirurg obično ukloni lamina prvog i ponekad drugog ili čak trećeg cervikalnog kralješka i dio okcipitalne kosti lubanja da bi se smanjio pritisak. Tok cerebrospinalne tekućine može biti korigiran pomoću shunta. S obzirom na to da ova operacija obično uključuje otvaranje dure mater i posljedičnu ekspanziju prostora ispod nje, obično se dio dure mater koristi da se pokrije ekspandirana posteriorna fossa.
Međutim, mali broj neurokirurga smatra da odstranjivanje priraslica kralježnične moždine koje suzuju spinalni kanal odnosno prostor u kojem se kralježnična moždina može micati kao alternativni pristup, smanjuje pritisak koji stvara mozak kada se otvara lubanja (foramen magnum), te na taj način uklanjaju potrebu za dekompresijskom operacijom i pridruženom traumom. Ipak, ovaj pristup je znatno manje dokumentiran u medicinskoj literaturi, izuzimajući izvješća o nekolicini pacijenata. Također treba napomenuti da alternativna operacija kralježnične moždine nije bez rizika.[nedostaje izvor]
Mladi pacijent s tipom 1 Chiarijeve malformacije je 24. travnja 2009 godine uspješno operiran putem invazivne endoskopske trans nazalne procedure koju je izveo dr. Richard Anderson u Columbia University Medical Center Department of Neurosurgery.

## Prognoza
Upozorenje: Sljedeći dio citira informacije koje mogu biti zastarjele ili izvađene iz konteksta
Prognoza se razlikuje ovisno o tipu malformacije (npr. tip I, II, III ili IV).Tip I se pojavljuje u odraslih i iako nije izlječiv, moguće ga je sanirati određenim zahvatima te nije fatalan. Sindrom okcipitoatlantoaksialnog hipermobiliteta (povezan s Ehlers – Danlosovim sindromom) je mnogo teže liječiti nego kongenitalni oblik bolesti. Pacijenti s ovim tipom bolesti ne odgovaraju dobro na dekompresijsku operaciju i često zahtijevaju okcipitoatlantoaksialnu fuziju radi stabilnosti. Ovi pacijenti imaju velik rizik za razvitak ozbiljnih srčanih komplikacija. Pacijenti koji boluju od tipa I i pacijenti koji boluju od tipa II mogu razviti siringomijeliu.Tip II se tipično dijagnosticira prenatalno ili pri rođenju . Otprilike 33% pacijenata s Chiari II malformacijom razviju oštećenja produžene moždine u roku 5 godina; studija iz 1996 godine je pokazala stopu smrtnosti od 33% i više među pacijentima sa simptomima, s tim da je uzrok smrti najčešće bio respiratorni arest. U roku od dvije godine od rođenja umire 15% pacijenata s Chiari II malformacijom. To je vodeći uzrok smrti među djecom mlađom od dvije godine koja također imaju meningomijelokelu. Prognoza u djece s Chiari II malformacijom koja nemaju spinu bifidu je povezana sa specifičnim simptomima; stanje može biti fatalno u djece sa simptomima kada vodi do neurološke deteriorijacije, ali srećom kirurške intervencije su obećavajuće. Tipovi III i IV su iznimno rijetki i pacijenti općenito ne prežive više od dvije do tri godine.

## Epidemiologija
Prevalencija Chiarijeve malformacije tipa I, definirana kao tonzilarna hernijacija od 3 do 5 mm ili veća, je procijenjena u rasponu od jedna na 1000 do jedna na 5000 osoba.  Incidencija simptomatskog Chiarija je manja ali nepoznata.

## Povijest
Austrijski patolog, Hans Chiari, je prvi put opisao ove malformacije mozga 1890.  Kolega profesora Chiarija, dr. Julius Arnold, je kasnije pridonio definiciji te malformacije, i studenti dr. Arnolda (Schwalbe i Gredig) su im predložili termin "Arnold-Chiarijeva malformacija" .
Neki izvori smatraju da su za opis stanja zaslužni Cleland ili Cruveilhier.

## Društvo i kultura
Ova malformacija je postala poznatija putem serije CSI: Crime Scene Investigation u desetoj sezoni prikazivanja u epizodi "Internal Combustion" 4. veljače 2010. Chiari je bio kratko spomenut u medicinskoj drami House M.D. u petoj sezoni u episodi "House Divided". Također je spomenut u medicinskoj drami A Gifted Man, u prvoj sezoni u epizodi "In Case of Separation Anxiety", te je bio središte radnje u šestoj sezoni u epizodi"The Choice."

### Poznati slučajevi
- Rosanne Cash[47]
- Bobby Jones[48] - legendarni američki golfer
- Marissa Irwin[49] -model s Chiarijevom malformacijom kao posljedicom Ehlers-Danlosovog sindroma

## Vanjske poveznice
|  | Zajednički poslužitelj ima još gradiva o temi Chiarijeva_malformacija |

- Conquer Chiari - Comprehensive information on Chiari, syringomyelia, and related disorders  Arhivirana inačica izvorne stranice od 30. lipnja 2012. (Wayback Machine)
- Chiari Connection International—Chiari and Related Disorders Information

|  | Molimo pročitajte upozorenje o korištenju medicinskih informacija. Ne provodite liječenje bez savjetovanja s liječnikom! |